# Hermijntje Drenth
Hermine „Hermijntje“ Catherine Drenth (* 19. Juli 1994 in Arnhem) ist eine niederländische Ruderin. Sie wurde 2023 Weltmeisterin und 2024 Olympiasiegerin im Vierer ohne Steuerfrau.

## Sportliche Karriere
Hermijntje Drenth wurde bei den U23-Weltmeisterschaften 2016 in Rotterdam Dritte im Vierer ohne Steuerfrau. Zwei Jahre später debütierte sie im Ruder-Weltcup. Bei den Europameisterschaften 2018 in Glasgow belegte sie den fünften Platz im Vierer ohne Steuerfrau. 2019 wechselte sie in den niederländischen Achter. Bei den Europameisterschaften in Luzern waren im Finale nur vier Achter vertreten. Drei Sekunden hinter den Rumäninnen und den Britinnen erreichten die Russinnen das Ziel, die Niederländerinnen lagen noch einmal knapp vier Sekunden zurück. Während der COVID-19-Pandemie fanden im Oktober 2020 Europameisterschaften in Posen statt. Hermijntje Drenth erreichte den dritten Platz mit dem niederländischen Achter. Im April 2021 folgten bereits die Europameisterschaften 2021 in Varese. Drenth ruderte wieder im Achter und belegte den zweiten Platz hinter den Rumäninnen. Bei der letzten Qualifikationsregatta für die Olympischen Spiele in Tokio erreichte der niederländische Achter den vierten Platz, nur die ersten beiden Boote qualifizierten sich.
2022 trat Drenth in verschiedenen Bootsklassen an. Bei den Europameisterschaften in München wurde sie mit dem Achter Dritte hinter den Rumäninnen und den Britinnen. Zusammen mit Marloes Oldenburg, Benthe Boonstra und Tinka Offereins startete sie auch im Vierer ohne Steuerfrau und belegte den fünften Platz. Einen Monat später bei den Weltmeisterschaften in Račice u Štětí wurden die vier Niederländerinnen im Vierer Zweite hinter den Britinnen und mit dem Achter Zweite hinter den Rumäninnen. 2023 konzentrierten sich die vier Niederländerinnen auf den Vierer und wurden Dritte bei den Europameisterschaften in Bled. Drei Monate später bei den Weltmeisterschaften in Belgrad siegten die Niederländerinnen mit anderthalb Sekunden Vorsprung vor den rumänischen Europameisterinnen. Ein Jahr später bei den Olympischen Spielen in Paris gewannen Oldenburg, Drenth, Offereins und Boonstra mit 0,18 Sekunden Vorsprung vor den Britinnen.
Hermijntje Drenth begann 2014 bei A.S.R. Nereus und wechselte später zu R.S.V.U. Okeanos.